# Noritake Takahara
Noritake Takahara - em japonês:  高原 敬武, transl. Takahara Noritake (Tóquio, 6 de junho de 1951) é um ex-automobilista japonês. Disputou 2 provas de Fórmula 1 em 1976 e 1977, ambas em seu país.

## Carreira
Estreou no automobilismo em 1969, aos 18 anos de idade, sendo bicampeão da Fórmula 2000 (atual Super Fórmula Japonesa) em 1974 e 1976. Ainda em 1974, tornou-se o primeiro piloto japonês a pilotar um carro de Fórmula 1, correndo com um March no BRDC International Trophy em março do mesmo ano e chegando em 11º lugar, uma volta atrás do vencedor, James Hunt.
Sua estreia oficial na categoria foi em 1976, pilotando um Surtees TS19. Classificado para o grid em 24º lugar, ficou apenas 47 milésimos atrás de Emerson Fittipaldi, e terminou o GP do Japão em 9º, 3 voltas atrás de Mario Andretti, vencedor da corrida. Além de Takahara, seus compatriotas Masahiro Hasemi, Kazuyoshi Hoshino e Masami Kuwashima participaram da prova, sendo os primeiros representantes do país em uma prova oficial de Fórmula 1, uma vez que Hiroshi Fushida não havia conquistado vaga no grid nos GPs dos Países Baixos e da Grã-Bretanha em 1975.
Takahara ainda disputaria mais um GP do Japão em 1977, desta vez pela equipe Kojima. Largou em 19º, à frente de Gilles Villeneuve, mas abandonou quando se envolveu em um acidente com Hans Binder e Mario Andretti na primeira volta. Ele e Hoshino (que pilotou um segundo carro da Kojima inscrito pela Heros Racing) tiveram a companhia de Kunimitsu Takahashi, que correu com um Tyrrell-Ford da Meiritsu Racing Team, no grid de largada. Encerrou a carreira em 1980, com apenas 29 anos, mas voltaria a correr no Campeonato Japonês de Turismo em 1984, participando de 3 temporadas antes de sua aposentadoria definitiva, em 1986.

## Links
- Noritake Takahara - DriverDB (em inglês)